# Club Valdai
El Club Valdai es un think tank con sede en Moscú, Rusia, establecido en 2004. Lleva el nombre del lago Valdai, que se encuentra cerca de Veliki Nóvgorod, donde tuvo lugar la primera reunión del Club.
El presidente de Rusia, Vladímir Putin, se ha reunido con los participantes de las reuniones anuales del Club Valdai todos los años desde su fundación. Entre muchos otros funcionarios del Kremlin que asisten a las reuniones de Valdai están Dmitri Medvédev, primer ministro de Rusia; Serguéi Ivanov, Jefe de Gabinete de la Oficina Ejecutiva Presidencial; Serguéi Lavrov, Ministro de Asuntos Exteriores; Serguéi Shoigú, Ministro de Defensa, y otros.
Daniel W. Drezner, profesor de política internacional en la Escuela de Derecho y Diplomacia Fletcher en la Universidad Tufts, describe Valdai como «una elegante conferencia de alto nivel organizada por la élite rusa». Drezner describe a Valdai como «el equivalente ruso de más alto perfil a Davos» y escribe que el valor principal para los asistentes es la capacidad de determinar la línea oficial del gobierno ruso, aunque la asistencia también pone en riesgo «una mayor legitimidad en un gobierno que ha sido acusado de algunas actividades poco legítimas en los últimos tiempos». Nikolat Petrov del Carnegie Moscow Centre identificó a Valdai como «un proyecto utilizado como propaganda flagrante por el Kremlin», mientras que la socióloga rusa Lilia Shevtsova criticó las conferencias de Valdai en un artículo titulado «Los idiotas útiles de Putin». Marcel H. Van Herpen identifica a Valdai como un esfuerzo de poder blando por parte del Kremlin al servicio de los objetivos de política exterior de Rusia, con el liderazgo ruso utilizando la conferencia en un intento por (1) ganar buena voluntad entre intelectuales occidentales, (2) crear oportunidades de trabajo en red entre élites rusas y occidentales, y (3) «crear un campo de pruebas para las iniciativas de política exterior del Kremlin». Angus Roxburgh señala que RIA Novosti fue importante para el establecimiento de Valdai durante el segundo término de Putin, y que la conferencia desempeña un papel clave en los esfuerzos del gobierno ruso para pulir la imagen de Putin e influir en los de afuera.
Profesores y académicos de las principales universidades y centros de estudio mundiales participan en Valdai. El Club Valdai también opera programas regionales: Asia, Oriente Medio y el Euro-Atlántico. El Club también tiene una sesión especial en el Foro Económico Internacional de San Petersburgo.